# Kyanid lithný
Kyanid lithný (chemický vzorec LiCN) je bezbarvá krystalická nebo bílá práškovitá látka patřící mezi anorganické iontové sloučeniny. Je to lithná sůl kyseliny kyanovodíkové. Využívá se především jako reagenční činidlo při syntéze sloučenin.

## Vlastnosti

### Stabilita a reaktivita
Kyanid lithný je v pevném stavu stabilní za laboratorní teploty. Taje při 160 °C a tavenina je silně hygroskopická. Při zahřátí nad 600 °C se rozkládá za vzniku
kyanamidu a uhlíku. Reakcí s kyselinami, chlornany a silnými oxidačními činidly dochází ke vzniku silně toxického a vysoce reaktivního plynného kyanovodíku HCN.

## Chemické reakce

### Syntéza
Kyanid lithný lze ve velmi dobrém výtěžku připravit reakcí kapalného kyanovodíku s n-butyllithiem. Jiné metody vycházejí prostě z kontaktu kationtu Li s kyanidovým aniontem. 
Reakce poskytující LiCN:
Li + R-CN → LiCN
Li + HCN (Benzen) → LiCN

### Příprava sloučenin s kyanoskupinou
RX + LiCN —THF→ RCN
Kyanid lithný se poměrně často využívá jako reakční činidlo pro přípravu sloučenin s kyanoskupinou v molekule, například kyanohalogenidů.

## Vliv na životní prostředí
Kyanid lithný se bez zásahu člověka sám v přírodě vůbec nevyskytuje. Nejčastějším zdrojem výskytu LiCN v přírodě mohou být lithiové baterie (články). Zvláště baterie typu lithium – oxid siřitý mohou být zdrojem LiCN po vzájemné reakci kovového lithia s acetonitrilem, který se v článku nachází. Po kontaktu s kyselými sloučeninami pak dojde ke vzniku vysoce toxického kyanovodíku. Agentura pro ochranu životního prostředí a Ministerstvo obrany Spojených států amerických proto řadí baterie lithium – oxid siřičitý mezi nebezpečný odpad.